# Charmes (Aisne)
Charmes is een gemeente in het Franse departement Aisne (regio Hauts-de-France). De plaats maakt deel uit van het arrondissement Laon. Charmes telde op 1 januari 2022 1.596 inwoners.

## Geografie
De oppervlakte van Charmes bedroeg op 1 januari 2022 3,66 vierkante kilometer; de bevolkingsdichtheid was toen 436,1 inwoners per km².
De onderstaande kaart toont de ligging van Charmes met de belangrijkste infrastructuur en aangrenzende gemeenten.

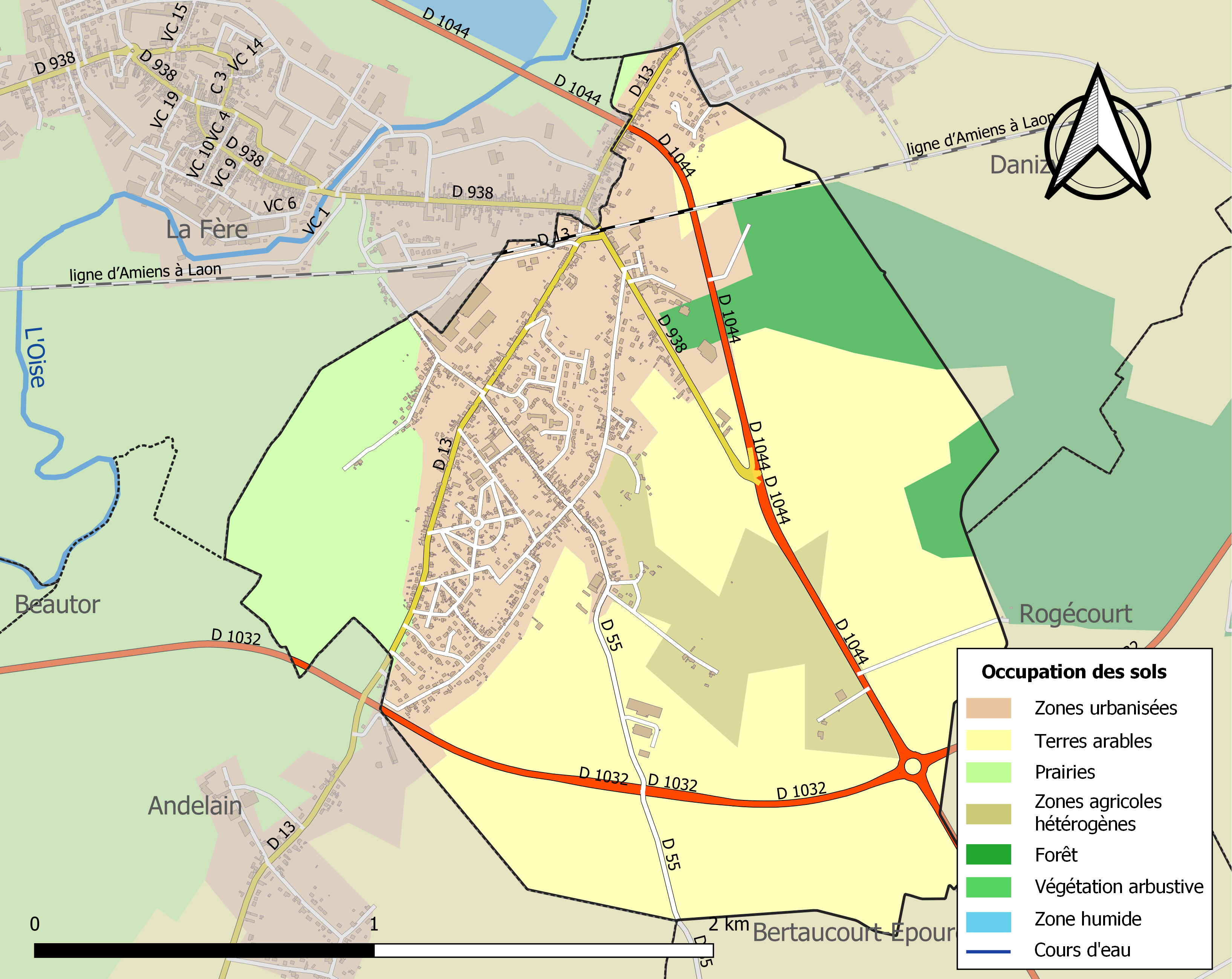

## Demografie
Onderstaande figuur toont het verloop van het inwonertal (bron: INSEE-tellingen).
Vanwege een beveiligingsprobleem met de MediaWiki Graph-software is het momenteel niet mogelijk deze grafiek weer te geven. Zodra de software is bijgewerkt zal de grafiek vanzelf weer zichtbaar worden.